# Microgomphus wijaya
Microgomphus wijaya är en trollsländeart som beskrevs av Maurits Anne Lieftinck 1940. Microgomphus wijaya ingår i släktet Microgomphus och familjen flodtrollsländor. IUCN kategoriserar arten globalt som starkt hotad. Inga underarter finns listade i Catalogue of Life.